# Casaloldo
Casaloldo is een gemeente in de Italiaanse provincie Mantua (regio Lombardije) en telt 2436 inwoners (31-12-2004). De oppervlakte bedraagt 16,8 km², de bevolkingsdichtheid is 136 inwoners per km².

## Demografie
Casaloldo telt ongeveer 883 huishoudens. Het aantal inwoners steeg in de periode 1991-2001 met 12,9% volgens cijfers uit de tienjaarlijkse volkstellingen van ISTAT.
| Jaar | Inwoneraantal |
| ---- | ------------- |
| 1991 | 1925          |
| 2001 | 2174          |

## Geografie
Casaloldo grenst aan de volgende gemeenten: Asola, Castel Goffredo, Ceresara, Piubega.